# Cytheropteron elaeni
Cytheropteron elaeni är en kräftdjursart som beskrevs av Eunice Thompson Cronin 1988. Cytheropteron elaeni ingår i släktet Cytheropteron och familjen Cytheruridae. Inga underarter finns listade i Catalogue of Life.